# Madonna in trono col Bambino e santi (Annibale Carracci)
Madonna in trono col Bambino e santi (o per esteso Madonna in trono col Bambino e i santi Francesco, Matteo e Giovanni Battista) è il soggetto di un dipinto di Annibale Carracci. L'opera è conosciuta anche con il titolo sintetico di Madonna di san Matteo (il santo raffigurato a sinistra del trono della Vergine).

## Storia
La pala d'altare, datata e firmata, fu realizzata per la cappella dei mercanti nella basilica di San Prospero a Reggio Emilia. Successivamente entrata a far parte delle raccolte estensi a Modena, la tela, nel 1746, fu inclusa (con varie altre opere di Annibale) nella vendita dei cento migliori dipinti delle collezioni ducali - cui si ricorse a causa del grave dissesto economico dello stato estense - all'Elettore di Sassonia Augusto III. La Madonna di san Matteo giunse così a Dresda, dove tuttora si trova.
Si tratta di una delle diverse opere che Annibale, a cavallo degli ultimi due decenni del secolo, eseguì a Reggio, nessuna delle quali è più in loco.
Data e firma dell'autore si leggono sul bordo laterale del leggio sorretto da san Matteo: HANNIBAL CARRACTIVS BON. F. MDLXXXVIII (Annibale Carracci Bolognese fece, 1588).

## Descrizione e stile

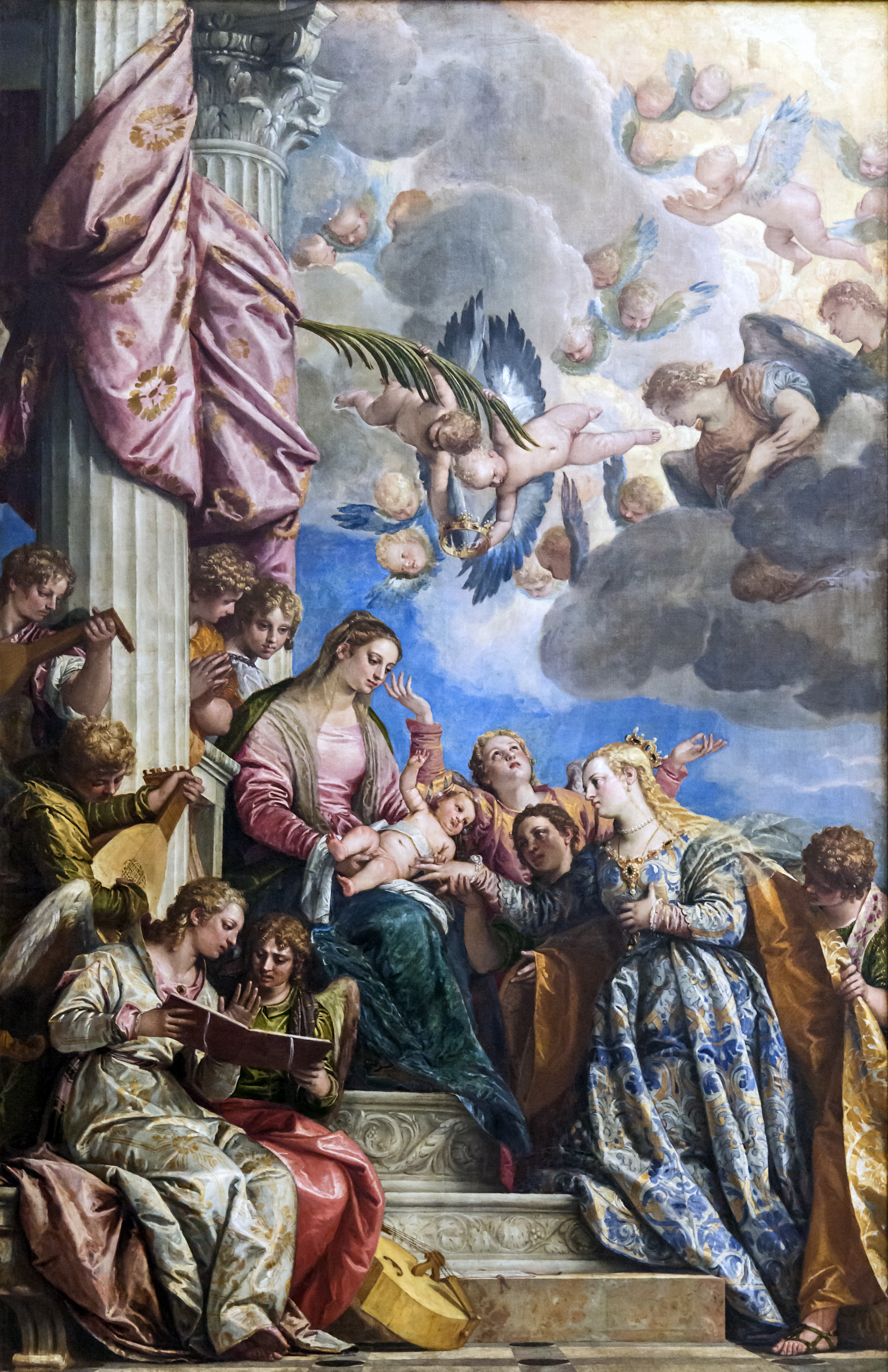
Paolo Veronese, Matrimonio mistico di santa Caterina, 1571, Venezia, Gallerie dell'Accademia

L'opera è caratterizzata da un inteso influsso della pittura veneziana e si ritiene pertanto realizzata poco dopo il soggiorno del pittore presso la città lagunare. Invero è proprio la datazione certa di questo dipinto che ha consentito agli studi di collocare con maggior precisione temporale la presenza di Annibale a Venezia. Infatti, che il più giovane dei Carracci abbia effettuato un viaggio di studi in quella città è circostanza testimoniata da varie fonti che tuttavia restano vaghe circa i tempi di questo dato biografico. La palese reazione alla grande tradizione veneta che si scorge nella pala reggiana, prima di allora mai così evidente nell'opera dell'artista bolognese, ha dunque spinto a collocare il soggiorno veneziano di Annibale Carracci tra il 1587 e il 1588.
Chiaro modello del dipinto è il Matrimonio mistico di santa Caterina, capolavoro di Paolo Veronese, rispetto al quale si coglie una generale ripresa del modello compositivo. La disposizione in diagonale, la posizione della Vergine e degli astanti, il vistoso drappo rosso sul colonnato (che Annibale usa come vera e propria cortina spalancata da due angioletti) sono elementi in larga misura coincidenti nelle due opere.

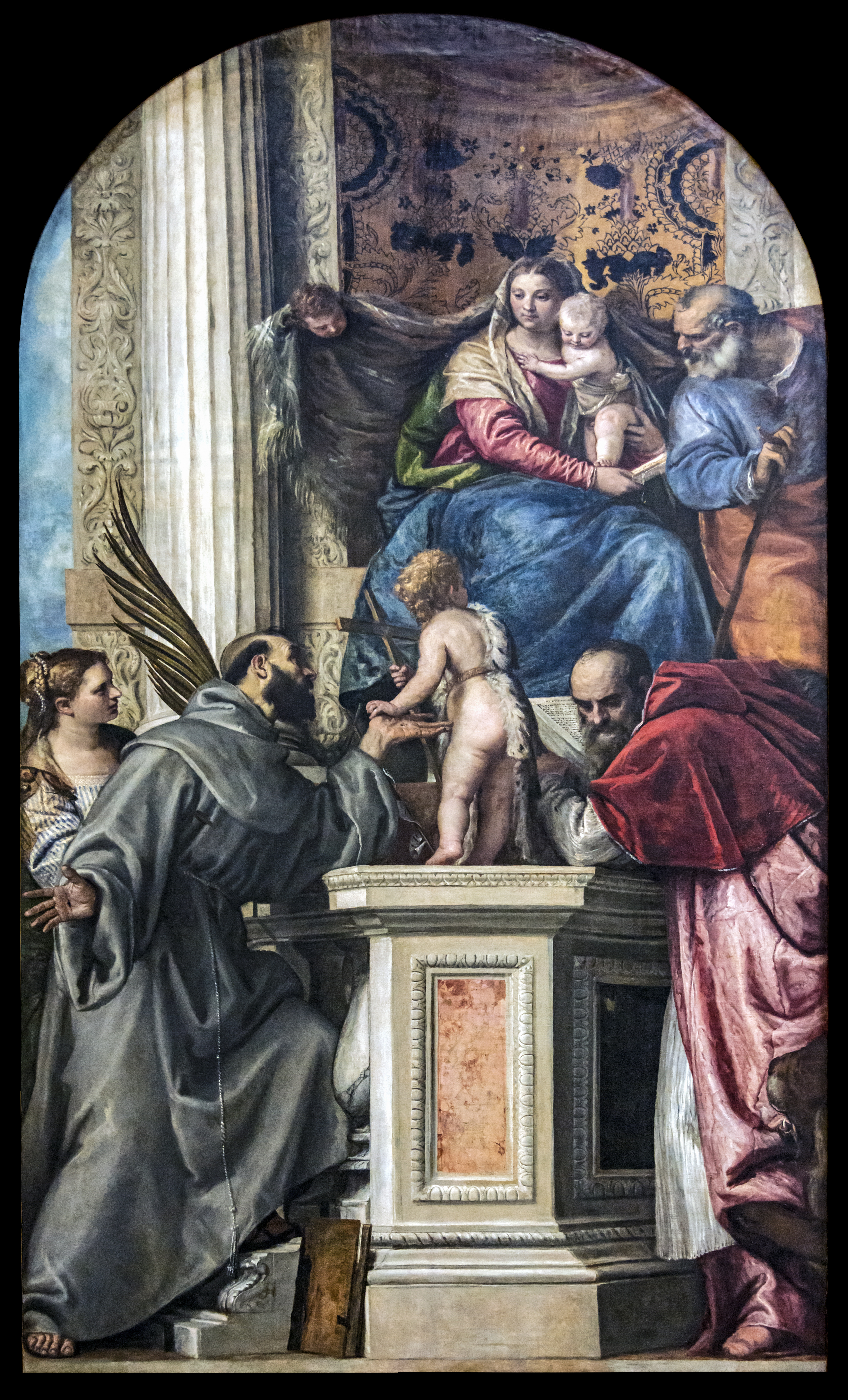
Paolo Veronese, Madonna in trono col Bambino e santi 1562-64, Venezia, Gallerie dell'Accademia

Cionondimeno l'omaggio al Veronese non implica la rinuncia da parte di Annibale ai valori di fondo della sua arte. La magnifica e splendente visione ultramondana del Caliari è ricondotta da Annibale ad una dimensione tangibile, ad un qui ed ora enunciato già dallo sfondo paesaggistico sulla destra del dipinto. Mentre nello sposalizio mistico di Paolo la scena si staglia contro un cielo luminescente di azzurro e d'oro, popolato da una fittissima schiera angelica - il tutto a suggellare l'ambientazione celeste dell'evento - il paesaggio della pala del Carracci è un modesto scorcio di campagna, che immette la sua sacra conversazione in un contesto quotidiano e prossimo all'esperienza dell'osservatore.
Allo stesso modo i santi di Annibale poggiano scalzi sulla nuda terra e le loro vesti sono umili, quanto mai diverse dagli splendidi abiti indossati dai personaggi del Veronese, massime da santa Caterina sfarzosamente vestita e ingioiellata come una ricca e raffinata gran dama veneziana. 
Anche l’atteggiamento del Bambino che, sorpreso dal gesto devozionale di san Francesco che gli bacia un piede, si volge alla Madre in cerca di rassicurazione è un altro sapiente accorgimento col quale Annibale introduce l’elemento umano nella sua composizione. 

È stato rilevato che il Matrimonio mistico di santa Caterina del Veronese era stato oggetto, alcuni anni prima della realizzazione della pala per la cappella dei mercanti di Reggio Emilia, di una trasposizione incisoria dovuta ad Agostino Carracci, una delle tante che il fratello maggiore di Annibale produsse a Venezia sulla base di dipinti dei maestri locali e del Caliari in specie. 

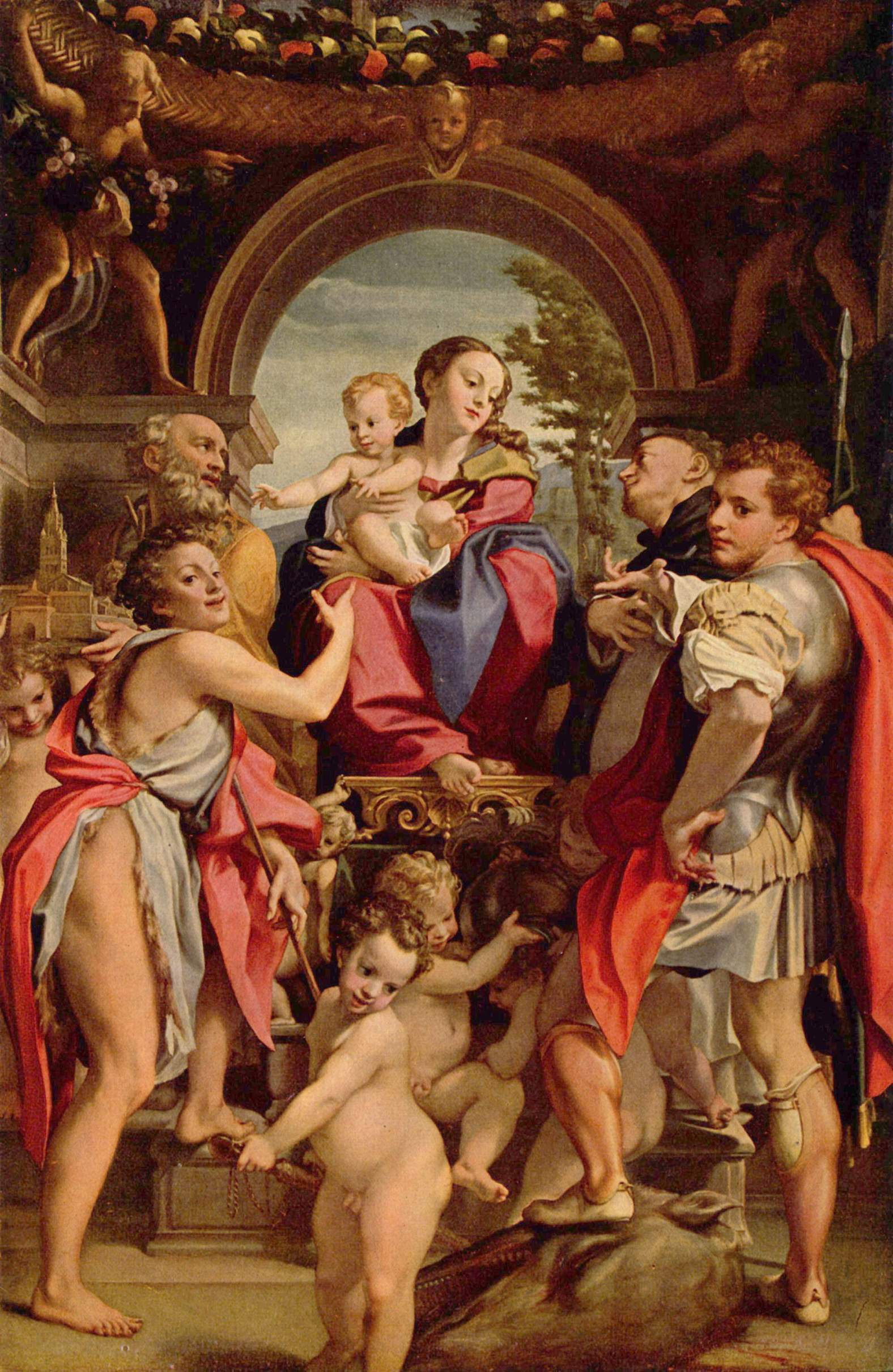
Correggio, Madonna di san Giorgio, 1530 ca., Dresda, Gemäldegalerie Alte Meister

Questo precedente potrebbe aver stimolato l'attenzione del più giovane dei Carracci verso il capolavoro di Paolo, quantunque a livello critico appaia certo che la Madonna in trono ora conservata a Dresda implichi la conoscenza diretta da parte di Annibale Carracci del dipinto veronesiano.
Anche un altro dipinto del Caliari è stato messo in relazione con la pala della Gemäldegalerie: si tratta della tela, parimenti raffigurante una Madonna in trono con Bambino e santi, nota come Pala di San Zaccaria. Il motivo decorativo del tappeto alle spalle della Vergine, l'angelo che apre una cortina così come la posizione di san Francesco proteso in avanti sono indicati come tangenze tra le due composizioni.
Pur fortemente ispirata dalla pittura del Veronese non mancano anche in quest'opera di Annibale reminiscenze del Correggio, maestro che sin dal Battesimo della chiesa dei Santi Gregorio e Siro era stato un fondamentale punto di riferimento per l'artista bolognese.
Di evidente gusto correggesco infatti è l'angelo seduto a terra che presenta la scena all'osservatore, derivante da un motivo compositivo usuale per l'Allegri come si può osservare sia nella Madonna di san Giorgio che nella Madonna di san Sebastiano, dipinti anch'essi conservati a Dresda (anche questi due capolavori infatti vennero inclusi nella vendita in blocco delle migliori opere degli Este ai principi sassoni).
L'angelo del Carracci inoltre mostra una certa assonanza con il san Giovanni Battista che si osserva nella pala d'altare realizzata da Bartolomeo Passarotti per la basilica di San Giacomo Maggiore, a Bologna, opera a sua volta di palese derivazione correggesca.
Della Madonna in trono di Annibale sono noti due disegni preparatori, uno relativo alla figura del Battista (British Museum) e l'altro a quella del Bambin Gesù (Gabinetto dei disegni e delle stampe degli Uffizi).

## Galleria delle altre opere citate
Nell'ordine in cui sono menzionate nella voce.

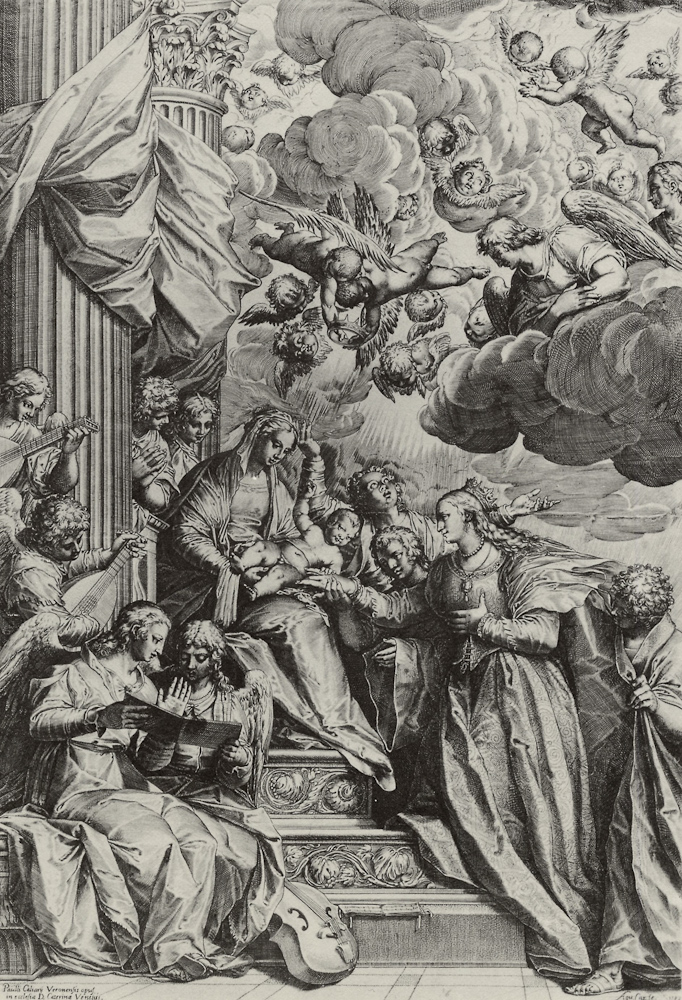
Agostino Carracci, Matrimonio mistico di santa Caterina (incisione da Paolo Veronese), 1582
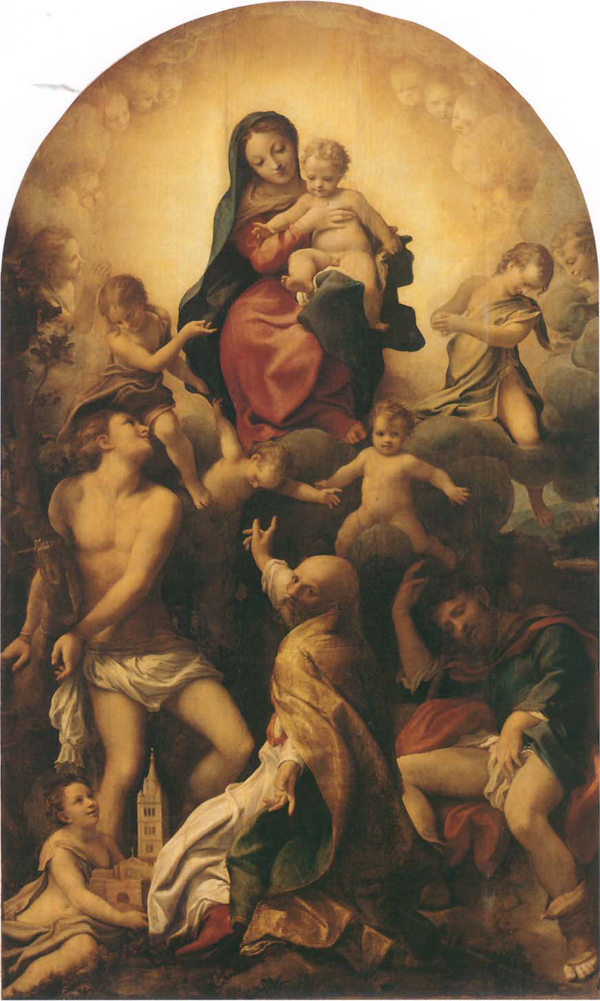
Correggio, Madonna di san Sebastiano, 1524 ca., Dresda, Gemäldegalerie Alte Meister
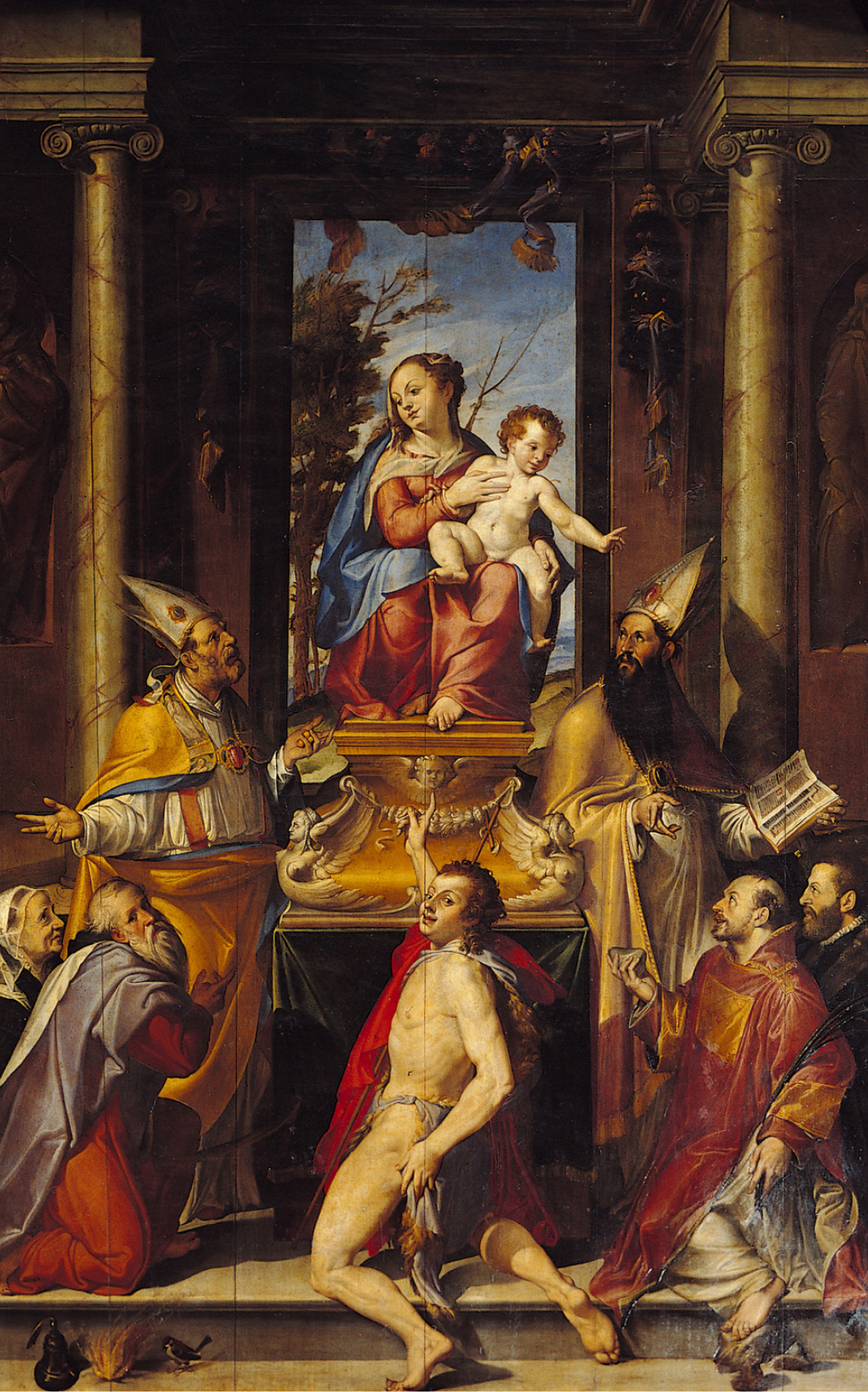
Bartolomeo Passarotti, Madonna in trono con Bambino e santi, 1560-65, Bologna,  basilica di San Giacomo Maggiore
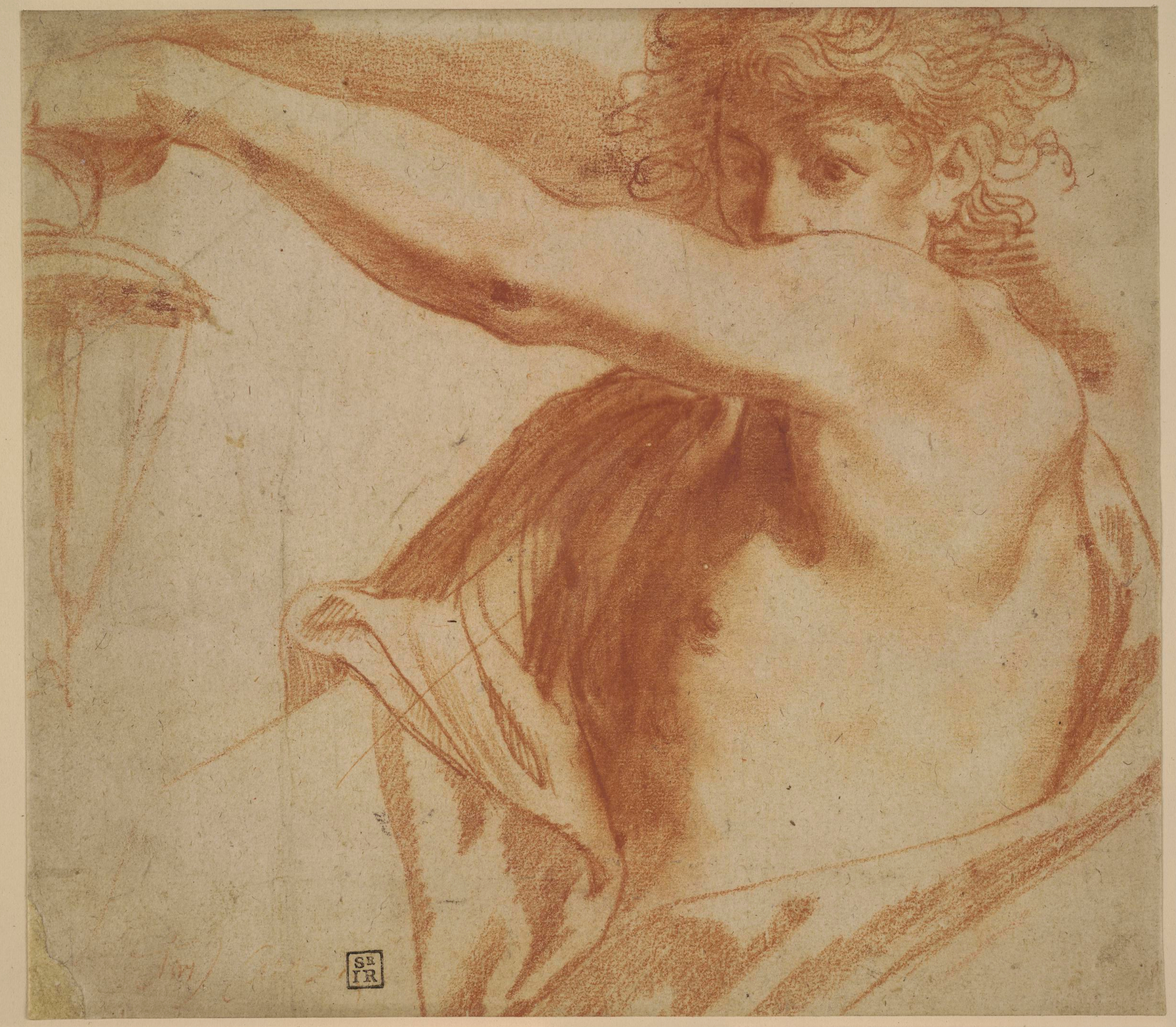
Annibale Carracci, Studio per la figura di san Giovanni, 1588, Londra, British Museum
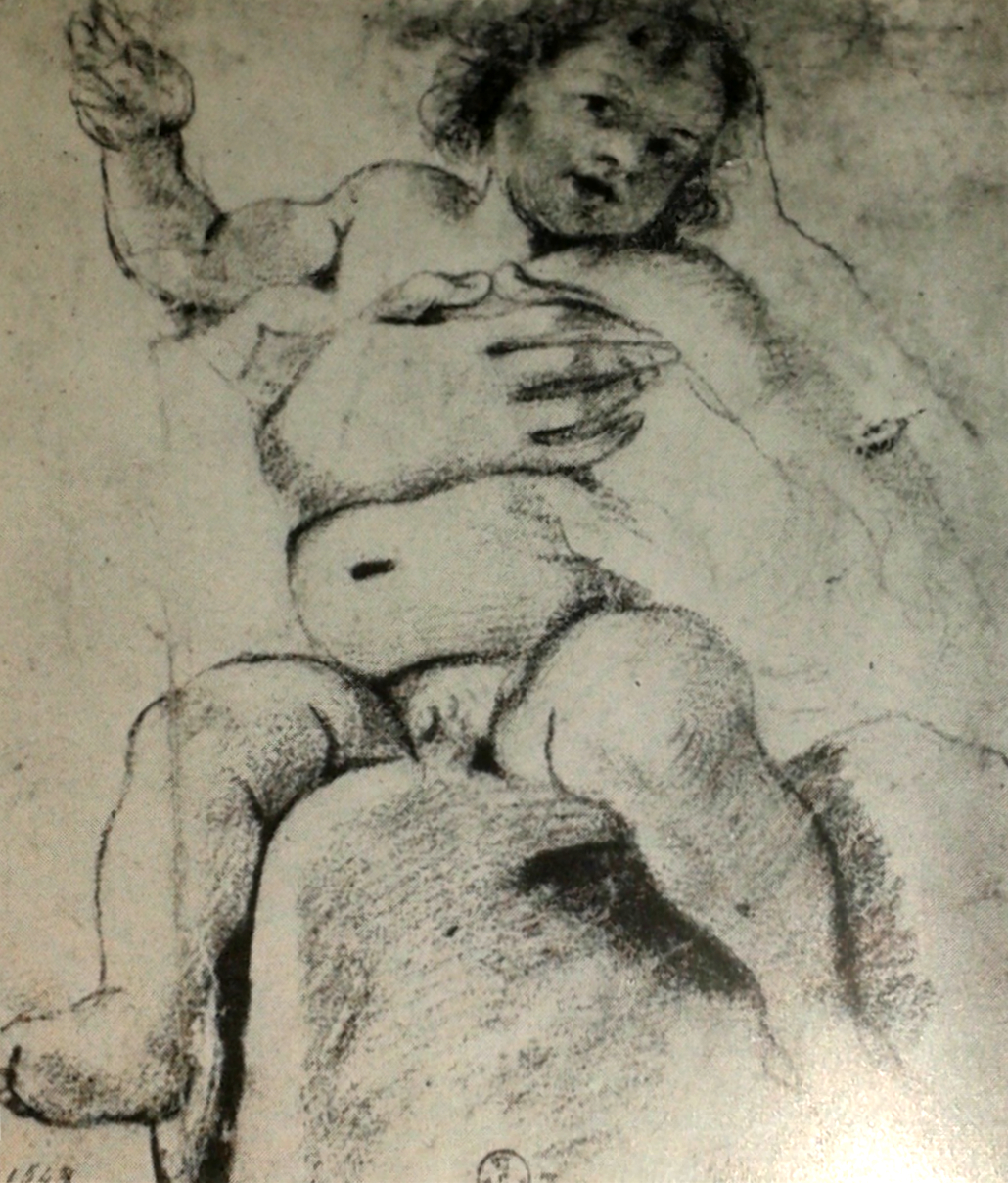
Annibale Carracci, Studio per la figura del Bambin Gesù, 1588, Firenze, Uffizi